# 寇迪士
寇迪士（1932年10月3日—2014年5月27日），加拿大卑詩省政治人物。
生於卑詩省域多利。1957年結婚。早年任沙尼治市議員。1964至1973年任沙尼治市長。1974年退出卑詩進步保守黨，加入卑詩社會信用黨。
曾任市政事務及房屋廳長（1975至1978年）、布政司暨政府服務廳長（1978至1979年及1986年）、財政廳長（1979至1986年）。
2022年獲授予沙尼治榮譽市民稱號。2014年5月27日，因癌症於域多利一所醫院逝世，享壽81歲。